# Helios (Zeitschrift)
Helios - unabhängige Monatsschrift für naturnahe Lebenskultur war eine Zeitschrift für Naturismus, die zwischen 1952 und ca. 1965 erschien. Sie wurde in Zusammenarbeit mit dem Berliner Adolf-Koch-Institut publiziert. Von 1949 bis 1952 erschien das Blatt unter dem Titel Sonnenstrahl.
Der Schwerpunkt des Blattes lag auf der Freikörperkultur, jedoch gibt es auch Beiträge, die sich mit anderen kulturellen oder politischen Themen beschäftigten.
Helios erschien im Zitzmann-Verlag in Lauf an der Pegnitz. Es gab auch Ausgaben in dänischer, norwegischer, englischer, französischer und schwedischer Sprache.
Die Zeitschrift unterlag dem Verkaufsverbot an Jugendliche durch das Gesetz über die Verbreitung jugendgefährdender Schriften und war 1971 Gegenstand der Verhandlungen des Bundesverfassungsgerichtes über die Verfassungsgemäßheit des Gesetzes, bei der dieses teilweise für verfassungswidrig erklärt wurde.